# Lijst van Tweede Kamerleden 1909-1913
Lijst van Tweede Kamerleden 1909-1913 geeft een overzicht van de leden van de Nederlandse Tweede Kamer in de periode tussen de algemene verkiezingen van 1909 en de algemene verkiezingen van 1913. De zittingsperiode van de Tweede Kamer ging in op 21 september 1909 en eindigde op 15 september 1913.
De Tweede Kamer telde 100 leden. Zij werden gekozen voor een termijn van vier jaar.
| Naam                                | partij             | district           | begindatum             | einddatum         | refs    |
| ----------------------------------- | ------------------ | ------------------ | ---------------------- | ----------------- | ------- |
| Piet Aalberse                       | AB                 | Almelo             | 21 september 1909      | 15 september 1913 | [ 2 ]   |
| Jan Ankerman                        | CHU                | Harlingen          | 21 september 1909      | 15 september 1913 | [ 3 ]   |
| Antoine Arts                        | AB                 | Tilburg            | 21 september 1909      | 15 september 1913 | [ 4 ]   |
| Hubert van Asch van Wijck           | ARP                | Amersfoort         | 21 september 1909      | 15 september 1913 | [ 5 ]   |
| Willem de Beaufort                  | BVL                | Amsterdam VI       | 21 september 1909      | 15 september 1913 | [ 6 ]   |
| Jean Beckers                        | AB                 | Sittard            | 21 september 1909      | 15 september 1913 | [ 7 ]   |
| Isaäc van den Berch van Heemstede   | AB                 | Oosterhout         | 21 september 1909      | 15 september 1913 | [ 8 ]   |
| Jan van Best                        | AB                 | Eindhoven          | 26 oktober 1910        | 15 september 1913 | [ 9 ]   |
| Cornelis Bichon van IJsselmonde     | onafhankelijk c.h. | Ommen              | 29 november 1912       | 15 september 1913 | [ 10 ]  |
| Johan Blum                          | ARP                | Middelburg         | 21 september 1909      | 15 september 1913 | [ 11 ]  |
| Willem Bogaardt                     | AB                 | Breda              | 21 september 1909      | 15 september 1913 | [ 12 ]  |
| Frans Bolsius                       | AB                 | Roermond           | 21 september 1909      | 8 mei 1911        | [ 13 ]  |
| Frans Bolsius                       | AB                 | Roermond           | 7 juni 1911            | 15 september 1913 | [ 13 ]  |
| Allard van der Borch van Verwolde   | ARP                | Ridderkerk         | 21 september 1909      | 15 september 1913 | [ 14 ]  |
| Dirk Bos                            | VDB                | Winschoten         | 21 september 1909      | 15 september 1913 | [ 15 ]  |
| Anthony Brummelkamp                 | ARP                | Loosduinen         | 21 september 1909      | 15 september 1913 | [ 16 ]  |
| Frederik van Bylandt                | CHU                | Apeldoorn          | 21 september 1909      | 15 september 1913 | [ 17 ]  |
| Hendrikus Colijn                    | ARP                | Sneek              | 9 november 1909        | 4 januari 1911    | [ 18 ]  |
| Alexander van Dedem                 | CHU                | Zwolle             | 21 september 1909      | 15 september 1913 | [ 19 ]  |
| Willem Dolk                         | LU                 | 's-Gravenhage II   | 21 september 1909      | 15 september 1913 | [ 20 ]  |
| Willem van Doorn                    | LU                 | Gouda              | 21 september 1909      | 15 september 1913 | [ 21 ]  |
| Hendrik Drucker                     | VDB                | Groningen          | 21 september 1909      | 15 september 1913 | [ 22 ]  |
| Jan Duijs                           | SDAP               | Zaandam            | 21 september 1909      | 15 september 1913 | [ 23 ]  |
| Lodewijk Duymaer van Twist          | ARP                | Steenwijk          | 21 september 1909      | 15 september 1913 | [ 24 ]  |
| Theodorus Duynstee                  | AB                 | Druten             | 21 september 1909      | 15 september 1913 | [ 25 ]  |
| Kornelis Eland                      | LU                 | Arnhem             | 21 september 1909      | 15 september 1913 | [ 26 ]  |
| Gerrit Elhorst                      | ARP                | Enschede           | 21 september 1909      | 15 september 1913 | [ 27 ]  |
| Petrus Ferf                         | LU                 | Hoorn              | 21 september 1909      | 18 maart 1912     | [ 28 ]  |
| Albertus Fleskens                   | AB                 | Helmond            | 20 september 1910      | 15 september 1913 | [ 29 ]  |
| Pieter van Foreest                  | BVL                | Alkmaar            | 21 september 1909      | 15 september 1913 | [ 30 ]  |
| Petrus Fruytier                     | AB                 | Hontenisse         | 21 september 1909      | 15 september 1913 | [ 31 ]  |
| Dirk de Geer                        | CHU                | Schiedam           | 21 september 1909      | 15 september 1913 | [ 32 ]  |
| Hendrik Goeman Borgesius            | LU                 | Rotterdam I        | 21 september 1909      | 15 september 1913 | [ 33 ]  |
| Gerard van Hamel                    | LU                 | Amsterdam IV       | 21 september 1909      | 15 september 1913 | [ 34 ]  |
| Jan Heemskerk                       | ARP                | Rotterdam IV       | 21 september 1909      | 15 september 1913 | [ 35 ]  |
| Schelto van Heemstra                | ARP                | Hilversum          | 21 september 1909      | 20 december 1911  | [ 36 ]  |
| Willem Helsdingen                   | SDAP               | Franeker           | 21 september 1909      | 15 september 1913 | [ 37 ]  |
| Vincent van den Heuvel              | AB                 | Eindhoven          | 21 september 1909      | 20 september 1910 | [ 38 ]  |
| Jan van Hoogstraten                 | ARP                | Utrecht II         | 21 september 1909      | 15 september 1913 | [ 39 ]  |
| Henri Hubrecht                      | LU                 | Amsterdam I        | 21 september 1909      | 15 september 1913 | [ 40 ]  |
| Frederik Hugenholtz                 | SDAP               | Weststellingwerf   | 21 september 1909      | 15 september 1913 | [ 41 ]  |
| Johan van Idsinga                   | CHU                | Bodegraven         | 21 september 1909      | 15 september 1913 | [ 42 ]  |
| Gerrit Jannink                      | LU                 | Lochem             | 21 september 1909      | 15 september 1913 | [ 43 ]  |
| Joannes Jansen                      | LU                 | 's-Gravenhage III  | 21 september 1909      | 15 september 1913 | [ 44 ]  |
| Frans Janssen                       | AB                 | Maastricht         | 21 september 1909      | 15 september 1913 | [ 45 ]  |
| Albertus de Jong                    | ARP                | Rotterdam V        | 21 september 1909      | 20 september 1910 | [ 46 ]  |
| Willem de Jong                      | LU                 | Hoorn              | 3 mei 1912             | 15 september 1913 | [ 47 ]  |
| Gerrit de Jongh                     | LU                 | Rotterdam V        | 9 november 1910        | 15 september 1913 | [ 48 ]  |
| Pieter de Kanter                    | LU                 | Dordrecht          | 21 september 1909      | 15 september 1913 | [ 49 ]  |
| Abraham van Karnebeek               | BVL                | Utrecht I          | 21 september 1909      | 15 september 1913 | [ 50 ]  |
| Theo Ketelaar                       | VDB                | Amsterdam V        | 21 september 1909      | 15 september 1913 | [ 51 ]  |
| Dirk de Klerk                       | LU                 | Rotterdam II       | 21 september 1909      | 15 september 1913 | [ 52 ]  |
| Dionysius Koolen                    | AB                 | Grave              | 21 september 1909      | 15 september 1913 | [ 53 ]  |
| Abraham Kuyper                      | ARP                | Ommen              | 21 september 1909      | 18 september 1912 | [ 54 ]  |
| Kornelis ter Laan                   | SDAP               | 's-Gravenhage I    | 21 september 1909      | 15 september 1913 | [ 55 ]  |
| Frank van Lennep                    | CHU                | Haarlem            | 21 september 1909      | 15 september 1913 | [ 56 ]  |
| Franciscus Lieftinck                | LU                 | Zutphen            | 21 september 1909      | 15 september 1913 | [ 57 ]  |
| Joseph Limburg                      | VDB                | Schoterland        | 21 september 1909      | 15 september 1913 | [ 58 ]  |
| Jan Loeff                           | AB                 | Waalwijk           | 21 september 1909      | 15 september 1913 | [ 59 ]  |
| Alex van Lynden van Sandenburg      | ARP                | Kampen             | 21 september 1909      | 15 september 1913 | [ 60 ]  |
| Henri Marchant                      | VDB                | Deventer           | 21 september 1909      | 15 september 1913 | [ 61 ]  |
| Theo de Meester                     | LU                 | Den Helder         | 9 mei 1910             | 15 september 1913 | [ 62 ]  |
| Gerrit Middelberg                   | ARP                | Amsterdam VII      | 21 september 1909      | 15 september 1913 | [ 63 ]  |
| Jan van der Molen                   | ARP                | Sliedrecht         | 21 september 1909      | 15 september 1913 | [ 64 ]  |
| Frederik de Monté verLoren          | ARP                | Breukelen          | 10 november 1909       | 15 september 1913 | [ 65 ]  |
| Joseph van Nispen tot Sevenaer      | AB                 | Rheden             | 21 september 1909      | 15 september 1913 | [ 66 ]  |
| Octaaf van Nispen tot Sevenaer      | AB                 | Nijmegen           | 21 september 1909      | 15 september 1913 | [ 67 ]  |
| Wiel Nolens                         | AB                 | Venlo              | 21 september 1909      | 15 september 1913 | [ 68 ]  |
| Nicolaas Oosterbaan                 | ARP                | Enkhuizen          | 21 september 1909      | 15 september 1913 | [ 69 ]  |
| Willem Passtoors                    | AB                 | Beverwijk          | 21 september 1909      | 15 september 1913 | [ 70 ]  |
| Rudolf Patijn                       | LU                 | Zierikzee          | 21 september 1909      | 15 september 1913 | [ 71 ]  |
| Hendrik Pollema                     | ARP                | Gorinchem          | 21 september 1909      | 15 september 1913 | [ 72 ]  |
| Lambert de Ram                      | AB                 | Bergen op Zoom     | 21 september 1909      | 15 september 1913 | [ 73 ]  |
| Robert Regout                       | AB                 | Helmond            | 21 september 1909      | 7 juni 1910       | [ 74 ]  |
| Nicolaas de Ridder                  | ARP                | Wijk bij Duurstede | 21 september 1909      | 20 november 1909  | [ 75 ]  |
| Pieter Rink                         | LU                 | Hoogezand          | 21 september 1909      | 15 september 1913 | [ 76 ]  |
| Petrus Roessingh                    | LU                 | Emmen              | 21 september 1909      | 15 september 1913 | [ 77 ]  |
| Antonie Roodhuyzen                  | LU                 | Brielle            | 21 september 1909      | 15 september 1913 | [ 78 ]  |
| Charles Ruijs de Beerenbrouck       | AB                 | Gulpen             | 7 december 1909        | 15 september 1913 | [ 79 ]  |
| Victor Rutgers                      | ARP                | Hilversum          | 20 februari 1912       | 15 september 1913 | [ 80 ]  |
| Alexander van Sasse van Ysselt      | AB                 | 's-Hertogenbosch   | 21 september 1909      | 15 september 1913 | [ 81 ]  |
| Alexander de Savornin Lohman        | CHU                | Goes               | 21 september 1909      | 15 september 1913 | [ 82 ]  |
| Jan Schaper                         | SDAP               | Appingedam         | 21 september 1909      | 15 september 1913 | [ 83 ]  |
| Jan Scheurer                        | ARP                | Sneek              | 28 februari 1911       | 15 september 1913 | [ 84 ]  |
| Gerrit Schimmelpenninck             | CHU                | Ede                | 21 september 1909      | 15 september 1913 | [ 85 ]  |
| Harm Smeenge                        | LU                 | Meppel             | 21 september 1909      | 15 september 1913 | [ 86 ]  |
| Eerke Smidt                         | VDB                | Veendam            | 21 september 1909      | 15 september 1913 | [ 87 ]  |
| Johan Snoeck Henkemans              | CHU                | Amsterdam II       | 21 september 1909      | 15 september 1913 | [ 88 ]  |
| Victor de Stuers                    | AB                 | Weert              | 28 september 1909      | 15 september 1913 | [ 89 ]  |
| Henri Stulemeijer                   | AB                 | Rotterdam III      | 03-06-1913 [ s ] [ t ] | 15 september 1913 | [ 90 ]  |
| Edsge Teenstra                      | VDB                | Zuidhorn           | 21 september 1909      | 15 september 1913 | [ 91 ]  |
| Lodewijk Thomson                    | LU                 | Leeuwarden         | 21 september 1909      | 21 mei 1913       | [ 92 ]  |
| Willem Treub                        | VDB                | Assen              | 21 september 1909      | 15 september 1913 | [ 93 ]  |
| Pieter Jelles Troelstra             | SDAP               | Amsterdam III      | 21 september 1909      | 15 september 1913 | [ 94 ]  |
| Meinard Tydeman                     | BVL                | Tiel               | 21 september 1909      | 15 september 1913 | [ 95 ]  |
| Rienk van Veen                      | CHU                | Dokkum             | 21 september 1909      | 15 september 1913 | [ 96 ]  |
| Henri van de Velde                  | ARP                | Delft              | 21 september 1909      | 15 september 1913 | [ 97 ]  |
| Joor Verheij                        | LU                 | Rotterdam III      | 21 september 1909      | 4 mei 1913        | [ 98 ]  |
| Johannes de Visser                  | CHU                | Leiden             | 21 september 1909      | 15 september 1913 | [ 99 ]  |
| Willem Vliegen                      | SDAP               | Amsterdam IX       | 21 september 1909      | 15 september 1913 | [ 100 ] |
| Pieter van Vliet                    | ARP                | Doetinchem         | 21 september 1909      | 15 september 1913 | [ 101 ] |
| Bernardus van Vlijmen               | AB                 | Veghel             | 21 september 1909      | 15 september 1913 | [ 102 ] |
| Willem de Vlugt                     | ARP                | Amsterdam VIII     | 21 september 1909      | 15 september 1913 | [ 103 ] |
| Coenraad van der Voort van Zijp     | ARP                | Tietjerksteradeel  | 28 september 1909      | 15 september 1913 | [ 104 ] |
| George Vorsterman van Oyen          | VDB                | Oostburg           | 21 september 1909      | 15 september 1913 | [ 105 ] |
| Adrianus van Vuuren                 | AB                 | Zevenbergen        | 21 september 1909      | 15 september 1913 | [ 106 ] |
| Otto van Wassenaer van Catwijck     | CHU                | Katwijk            | 21 september 1909      | 15 september 1913 | [ 107 ] |
| Franciscus van Wichen               | AB                 | Haarlemmermeer     | 21 september 1909      | 15 september 1913 | [ 108 ] |
| Jean de Wijkerslooth de Weerdesteyn | AB                 | Wijk bij Duurstede | 10 februari 1910       | 15 september 1913 | [ 109 ] |
| Antoine van Wijnbergen              | AB                 | Elst               | 21 september 1909      | 15 september 1913 | [ 110 ] |

1815-1818 ·
1818-1821 ·
1821-1824 ·
1824-1827 ·
1827-1830 ·
1830-1833 ·
1833-1836 ·
1836-1839 ·
1839-1842 ·
1842-1845 ·
1845-1848 ·
1848-1849 ·
1849-1850 ·
1850-1852 ·
1852-1853 ·
1853-1854 ·
1854-1856 ·
1856-1858 ·
1858-1860 ·
1860-1862 ·
1862-1864 ·
1864-1866 ·
1866 (sep) ·
1866-1868 ·
1868-1869 ·
1869-1871 ·
1871-1873 ·
1873-1875 ·
1875-1877 ·
1877-1879 ·
1879-1881 ·
1881-1883 ·
1883-1884 ·
1884-1886 ·
1886-1887 ·
1887-1888 ·
1888-1891 ·
1891-1894 ·
1894-1897 ·
1897-1901 ·
1901-1905 ·
1905-1909 ·
1909-1913 ·
1913-1917 ·
1917-1918 ·
1918-1922 ·
1922-1925 ·
1925-1929 ·
1929-1933 ·
1933-1937 ·
1937-1946 ·
1946-1948 ·
1948-1952 ·
1952-1956 ·
1956-1959 ·
1959-1963 ·
1963-1967 ·
1967-1971 ·
1971-1972 ·
1972-1977 ·
1977-1981 ·
1981-1982 ·
1982-1986 ·
1986-1989 ·
1989-1994 ·
1994-1998 ·
1998-2002 ·
2002-2003 ·
2003-2006 ·
2006-2010 ·
2010-2012 ·
2012-2017 ·
2017-2021 ·
2021-2023 ·
2023-heden
Overzicht historische zetelverdeling